# Teodosio (hijo de Mauricio)
Teodosio (en griego: Θεοδόσιος; 4 de agosto del 583/585-después del 27 de noviembre del 602) era el primogénito del emperador bizantino Mauricio (que reinó del 582 al 602), con quien reinó conjuntamente a partir del 590 hasta el derrocamiento y ajusticiamiento de este tras el motín de noviembre del 602. Parte del ejército apoyó que sucediese en el trono a su padre, conjuntamente con su suegro Germano, pero finalmente la mayoría de los soldados optó por entregar la corona imperial a Focas. Mauricio lo envió a solicitar socorro al rey sasánida, pero los partidarios de Focas lo apresaron y le dieron muerte, pocos días después de que el propio Mauricio perdiese la vida. No obstante, corrieron rumores de que había sobrevivido a la ejecución; estos fueron tan persistentes que animaron a los persas a amparar a un impostor, cuya presencia  utilizaron para justificar la guerra contra los bizantinos.

## Origen
Teodosio era el primogénito del emperador Mauricio y de su esposa, la augusta Constantina. Nació el 4 de agosto del 583 (según su contemporáneo Juan de Éfeso y otros cronistas) o en el 585 (según historiadores posteriores como Teófanes el Confesor y Jorge Cedreno). Era el primer hijo varón de un emperador en ejercicio desde los tiempos de Teodosio II, en el 401, y por ello se le dio el nombre de este. Su padrino fue el nuncio papal residente en Constantinopla  (o apocrisiario), futuro papa Gregorio Magno. El erudito Evagrio Escolástico compuso una obra para celebrar su nacimiento por la que el emperador le premió con el título de cónsul.

## Coemperador

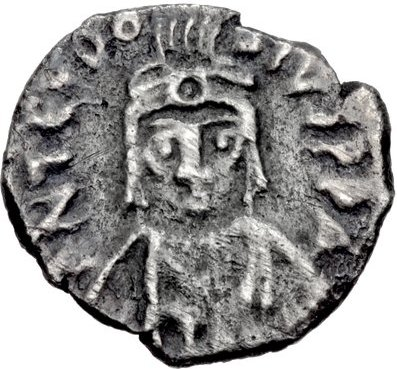
Siliqua de Teodosio.

Algunos años más tarde, posiblemente en el 587, le concedieron a Teodosio el título de césar, convirtiéndose así en heredero de Mauricio. Se lo proclamó coemperador el 26 de marzo del 590.
En noviembre del 601 o principios de febrero del 602, Mauricio casó a Teodosio con la hija del patricio Germano, un destacado miembro del Senado bizantino. El historiador Teofilacto Simocates, el principal cronista del reinado de Mauricio, consigna que Germano amparó a su yerno el 2 de febrero del 602, durante los disturbios a causa del hambre que habían estallado en la capital bizantina.
Ese mismo año, durante el motín de las tropas acuarteladas en la región del Danubio que acaeció en el otoño, Teodosio y su suegro estaban cazando a las afueras de la capital. Recibieron una misiva de los revoltosos en la que estos exigían que Mauricio abdicase, que se atendiesen su quejas y en la que ofrecían la corona imperial a cualquiera de los dos. En vez de aceptar el poder de manos de los amotinados, Teodosio y Germano entregaron la carga al emperador, que rechazó las pretensiones de los rebeldes. Pese a esto, Mauricio sospechaba que su consuegro estaba implicado en la rebelión. Teodosio le advirtió de las sospechas paternas y le aconsejó que se escondiese; Germano, en efecto, se refugió primero en una iglesia (el 21 de noviembre) y luego en la catedral de Santa Sofía, para protegerse de los enviados de Mauricio que pretendían aprehenderlo.
Al día siguiente, sin embargo, la familia imperial y sus allegados abandonaron la capital ante el avance de los rebeldes, a quienes acaudillaba Focas, y pasaron a la vecina Calcedonia, al otro lado del Bósforo. Desde allí se envió a Teodosio, acompañado del prefecto del pretorio Constantino Lardys, a solicitar auxilio a Cosroes II, monarca del Imperio sasánida. No obstante, luego Mauricio le hizo abandonar la misión y regresar; cuando llegó a Calcedonia, los partidarios de Focas lo apresaron y le dieron muerte. Su padre y sus hermanos menores habían tenido el mismo destino unos días antes, el 27 de noviembre.

## Rumores de supervivencia y el impostor
Luego surgieron rumores, muy extendidos, que afirmaban que Teodosio no había muerto. Se contaba que su suegro Germano había sobornado al responsable de darle muerte, un seguidor de Focas llamado Alejandro, para que lo dejase con vida. Según el bulo, Teodosio escapó y acabó alcanzando la Lázica, donde falleció. Simocates afirma haber investigado detenidamente los rumores y haber podido confirmar su falsedad.
Pese a esto, el general Narsés, que se alzó contra Focas en Mesopotamia, aprovechó los rumores sobre Teodosio: presentó a un impostor y proclamó que se había alzado para defenderlo. Luego el general presentó al impostor a Cosroes II. El soberano persa a su vez lo utilizó como pretexto para justificar la invasión del territorio bizantino: afirmó entrar en guerra para vengar el asesinato de Mauricio y de su familia y para devolver a Teodosio la corona de su difunto padre.

## Monedas
Teodosio está ausente de la mayoría de las monedas acuñadas durante el reinado de su padre, salvo en dos: los nummi de cobre de la ceca de Quersoneso, en los que aparece con sus progenitores; y una emisión extraordinaria de siliqua de plata (que parece haber sido acuñada en el 591/592 para conmemorar su proclamación como coemperador), de la ceca de Cartago.